# Željko Gavrić
Željko Gavrić (serbisch-kyrillisch Жељко Гаврић; * 5. Dezember 2000 in Ugljevik, Bosnien und Herzegowina) ist ein serbisch-bosnischer Fußballspieler.

## Karriere

### Verein
Gavrić begann seine Laufbahn bei Roter Stern Belgrad. Am 15. August 2018 wurde er für anderthalb Jahre an das Farmteam von Roter Stern, den Zweitligisten FK Grafičar Belgrad, verliehen und war dort später auch als Kapitän tätig. Nach seiner Rückkehr gab er am 15. Februar 2020 beim 2:0-Auswärtssieg gegen den FK Čukarički sein Debüt in der SuperLiga und konnte auch kurze Zeit später die Meisterschaft feiern. In der Saison 2020/21 wurde er dann zum Stammspieler und gewann am Ende der Spielzeit das nationale Double. Anschließend ging der Stürmer fest zum ungarischen Erstligisten Ferencváros Budapest. Hier kam er zwar nur unregelmäßig zum Zug, gewann aber erneut das Double und wechselte im September 2022 leihweise weiter zu DAC Dunajská Streda in die slowakische Fortuna liga.

### Nationalmannschaft
Von 2014 bis 2021 absolvierte Gavric insgesamt 56 Partien für diverse serbische Jugendnationalmannschaften und erzielte dabei elf Treffer. Mit der U-17-Auswahl nahm er 2017 an der Europameisterschaft in Kroatien teil und scheiterte dort schon in der Gruppenphase. Am 7. Juni 2021 debütierte der Stürmer dann für die A-Nationalmannschaft bei einem Testspiel gegen Jamaika (1:1) und vier Tage später folgte der zweite Einsatz in Japan (0:1).

## Erfolge
- Serbischer Meister: 2020, 2021, 2022
- Serbischer Pokalsieger: 2021
- Ungarischer Meister: 2022
- Ungarischer Pokalsieger: 2022

## Sonstiges
Am 15. Juni 2020 wurde Gavrić zwar für den Golden Boy 2020 nominiert, kam bei der späteren Wahl aber nicht unter die 20 Finalisten.